# A Plea for Purging
A Plea for Purging foi uma banda de metalcore cristão de Murfreesboro, Tennessee.

## Discografia[1]
EP
- A Plea for Purging (2006)
- Quick is the Word, Steady is the Action (2007)

Álbuns de estúdio
- A Critique of Mind and Thought (2007)
- Depravity (2009)
- The Marriage of Heaven and Hell (2010)
- The Life & Death of A Plea for Purging (2011)

## Membros[1]
Integrantes
- Andy "Dozer" Atkins — vocal
- Blake Martin — guitarra
- Tyler Wilson — guitarra
- John Wand — baixo
- Aaron Eckermann — bateria

Ex-integrantes
- Lyle Paschal — guitarra